# Bánsági-hegyvidék
A Bánsági-hegyek (románul Carpații Banatului) a Romániában található Nyugati-Kárpátok egyik hegycsoportja, amely kis részben átnyúlik Szerbiába is. Viszonylag alacsony hegyek alkotják, magasabb részük a Déli-Kárpátok szomszédságában, keleten van. A Bánsági-hegyek délen a Dunáig terjednek, ahol a folyam keskeny és mély völgyet vágott a sziklába. A folyó az Alsó- és Felső-Klisszura, majd a völgyszoros legszűkebb része, a Kazán-szoros után ér a Vaskapuhoz. 
Keletről a Temes és a Cserna völgye, azaz a Temes–Cserna–Mehádia-árok választja el a Déli-Kárpátoktól.
Déli folytatása a Szerb-érchegység.

## Hegycsúcsai
- a Szemenik-hegységben emelkedő Szemenyik avagy Gózna (Piatra Goznei, 1447 m)

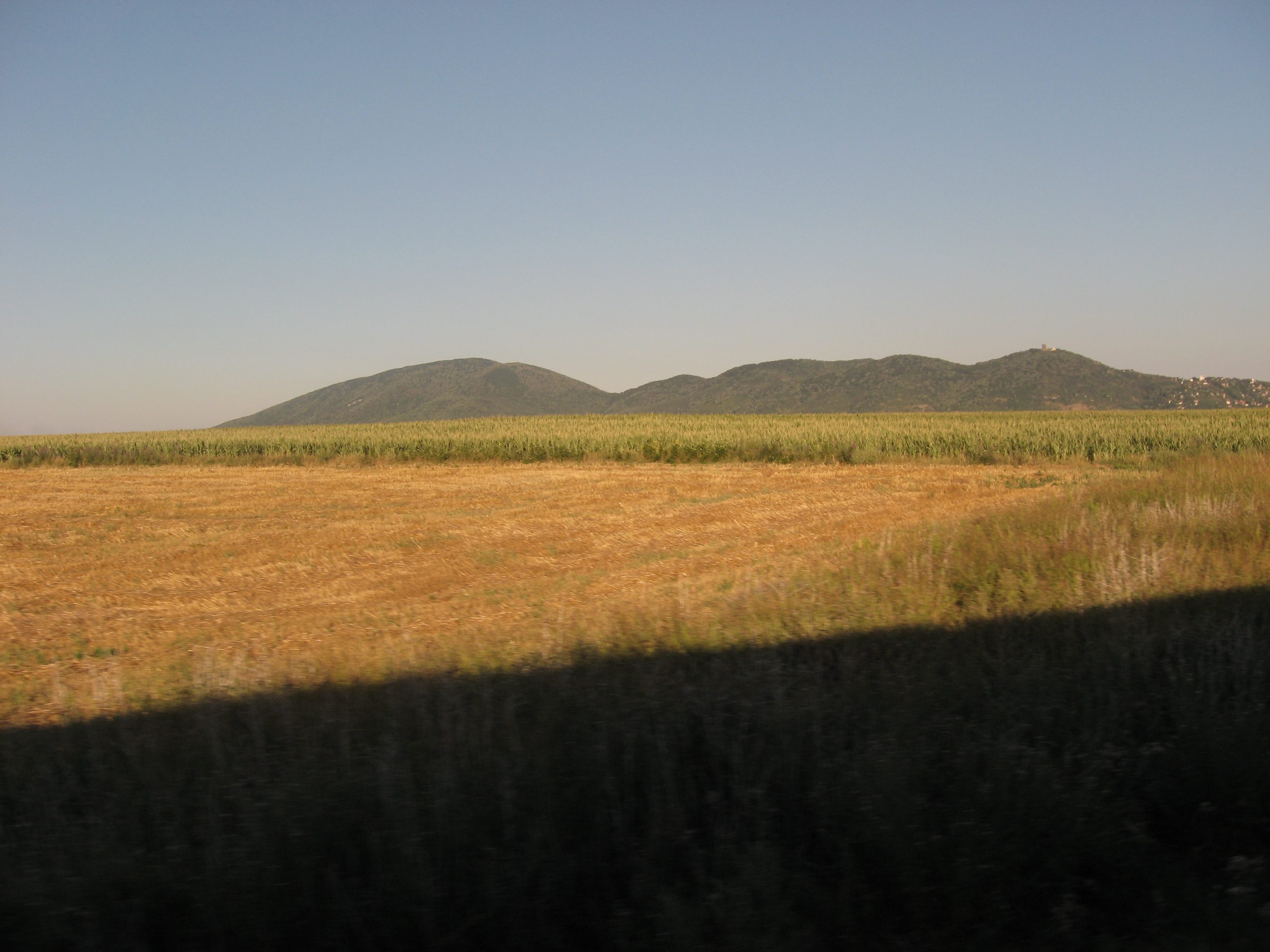
A Verseci-hegység

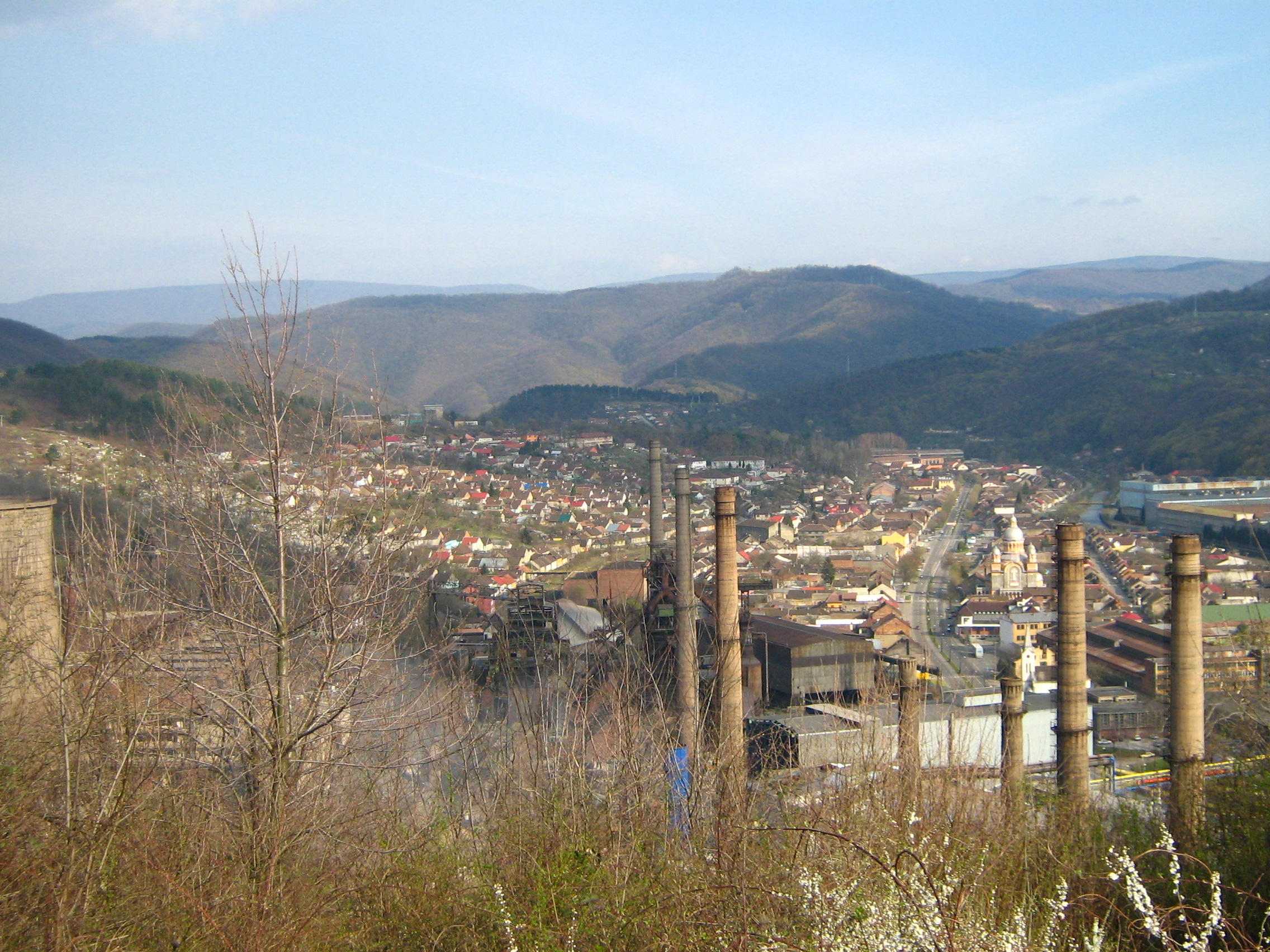
Resicabánya

- Piatra Nedjei (1438 m)
- Plessuva csúcs (1159 m)

## Részei
| Magyar név | Román név         | Magasság | Földtani típus                        | Települések          |
| --- | ----------------- | -------- | ------------------------------------- | -------------------- |
| Krassó-Szörényi-érchegység, másként Délmagyar-érchegység, Bánsági-érchegység, Krassói-érchegység, Szörényi-érchegység |                   |          |                                       | Resicabánya          |
| Almás-hegység, másként Kraku Almás                                                                                    | Munții Almăjului  | 1226 m   | Helyben maradt kristályos alaphegység |                      |
| Aninai-hegység | Munții Aninei     |          | Géta takarórendszer                   | Stájerlakanina       |
| Aranyos-hegység |                   | 551 m    |                                       |                      |
| Dognácskai-hegység (A Krassó-Szörényi-érchegység északnyugati nyúlványa)                                              | Munții Dognecei   | 615 m    | Géta takarórendszer                   | Dognácska, Krassóvár |
| Lokva-hegység | Munții Locvei     | 794 m    | Géta takarórendszer                   |                      |
| Orsovai-hegység, másként Szretinye-hegység                                                                            | Munții Cernei     | 1224 m   |                                       | Orsova               |
| Szemenik-hegység, másként Szemenyik-hegység, Szemenyik-Plessuva                                                       | Munții Semenic    | 1445 m   | Géta takarórendszer                   | Bozovics             |
| Verseci-hegység | Munții Vîrsetului | 641 m    | Géta takarórendszer                   | Versec (Szerbia)     |

## Folyók
Itt erednek a következő folyók: Berzava, Krassó, Néra, Temes.